# Selliguea bakeri
Selliguea bakeri är en stensöteväxtart som först beskrevs av Christian Luerssen och som fick sitt nu gällande namn av Peter Hans Hovenkamp.
Selliguea bakeri ingår i släktet Selliguea och familjen Polypodiaceae. Inga underarter finns listade i Catalogue of Life.